# FL Studio
FL Studio (antigament conegut com a Fruityloops) és una estació de treball d'àudio digital, creat per Image-Line Software. La música és creada per enregistrament i mescla i/o dades de MIDI junt per crear una cançó, que pot llavors ser guardat al format .FLP natiu del programa (Fruity Loops Project). Les cançons es poden llavors exportar a un WAV, MP3 o MIDI, compatible amb la majoria del reproductors de medis.
FL Studio està basat en un seqüenciador de música, on es creen cançons a trossos (patrons) utilitzant el Seqüenciador de Pas (Step Sequencer) i la vista de Piano Roll, llavors fusionant aquelles peces utilitzant la finestra Playlist. El Tauler d'Efectes proporciona accés a una gamma àmplia d'efectes de so que es poden automatitzar.
El programa és ben conegut com a plataforma barata per a la creació de música dance així com Techno, encara que la versió completa conté una quantitat suficient d'opcions per manejar la producció de cançons en molts gèneres diferents.
El nom del programa va canviar de Fruityloops a FL Studio a partir de la versió 4 per a donar una imatge més professional i per evitar possibles demandes de la companyia de cereals Kellog's perquè aquesta tenia un producte anomenat Froot Loops.

## Logo
El concepte original va ser dissenyat per Didier Dambrin, l'inventor de FL Studio i es va basar en una pastanaga, fins a l'evolució final que ha tingut fins al día d'avui.

## Interfície de l'usuari
La interfície d'usuari de FL Studio es compon de sis finestres que són redimensionals, editables i també es pot aplicar colors al gust de l'usuari.
- Tool bar - Barra d'eines superior on es pot accedir a les opcions del programa; obrir, desar projectes, ajustaments del programa, reproduir i aturar la reproducció dins del Channel rack o de la Playlist, funcions per a enregistrament, finestra d'informació, mesurador de temps, oscil·loscopi i/o analitzador de l'espectre de freqüències, mesurador de CPU i memòria en temps real, etc.
- Channel Rack - Finestra on es poden seqüenciar ritmes usant clips d'àudio, crear melodies amb els instruments VST i de contenidor per als clips d'automatització, tot dins dels "patterns" (patrons) que són col·locats al Playlist per formar una cançó.
- Piano Roll - Editor de notes MIDI en quadrícula de dues dimensions. L'eix vertical representa la nota o pitch, i l'eix horitzontal representa el temps, utilitzat per reproduir melodies musicals, va en conjunt amb el “Channel Rack” cada vegada que es genera una melodia. Aquest editor és el més elogiat del mercat per ser molt versàtil i oferir eines avançades d'edició MIDI com a arpegiador, esquinçador, aleatorització de notes, entre d'altres.
- Playlist - Lloc on s'estructura el projecte musical col·locant els diferents patterns (patrons), samples i clips d'automatització per crear la cançó. També ofereix l'opció de treballar amb pistes d'instruments, samples, enregistraments d'àudio intern i extern i MIDI de manera lineal com a DAW convencional.
- Mixer - Funciona igual que una taula de mescles, balancejar els nivells d'àudio, silenciar un canal, crear enviaments, grups, posar en mono i estèreo el canal seleccionat, invertir la polaritat, afegir fins a 10 efectes, gravar input (entrada) d'àudio i l'àudio intern del programa.
- Browser - Navegador de fitxers que permet la cerca, vista prèvia i l'accés a les diferents carpetes que contenen samples, plugins, presets, fitxers midi, descarregar contingut en línia per Fl Cloud, llibreries de l'usuari, entre d'altres

## Característiques
FL Studio ha esdevingut una eina popular tant per a amateurs com per a músics professionals, gràcies al seu step sequencer i piano roll de fàcil ús. Té un valor comercial competitiu enfront de les altres eines del seu estil, suport ampli per als estàndards industrials, diverses possibilitats d'automatització, eines d'intel·ligència artificial, efectes de qualitat i un servei de biblioteca de samples, masterització i distribució digital per subscripció. D'altra banda, després d'adquirir una còpia de FL Studio, es pot actualitzar de franc cada vegada que surt una nova versió.
Entre els efectes que s'hi inclou tenim reverberació, chorus, flanger, equalització, delay i altres. Utilitza generalment una profunditat d'àudio de 32 bits de punt flotant, per defecte a 44.1 kHz, encara que a partir de la versió 12, permet exportar i reproduir en una profunditat d'àudio de 32 bits de punt flotant amb una freqüència de mostreig de fins a 192.000 kHz i una taxa de re-mostreig de 512.
La versió de demostració de FL Studio inclou diversos generadors (sintetitzadors de programari). Alguns d'aquests han de ser adquirits per separat. En general, aquests connectors addicionals no són costosos.
Hi ha quatre versions disponibles per a la seva compra, diferenciant-se principalment per la quantitat de plugins que estaran en mode demostració.
- Fruity: versió més reduïda, en què manca de la major part de plugins, només es poden afegir fins a 8 clips d'àudio, no es pot gravar àudio en els projectes i tampoc separar cançons per tiges usant IA.
- Producer: És la versió més popular entre els que adquireixen el producte, conté el que a la Fruity no s'incloïa a més de plugins extra.
- Signature: Versió amb més plugins addicionals que la Producer.
- All Plugins Edition: És la versió més completa de totes, inclou tots els plugins.

La versió de demostració correspon a la Producer, que tindrà totes les funcions disponibles amb la diferència de no poder guardar ni obrir projectes fins a la seva compra.
FL Studio utilitza la seva pròpia API per als connectors, però pot utilitzar connectors de VST, VST2 i VST3, Buzz, ReWire i DirectX usant connectors adaptadors, permetent a l'usuari treballar amb múltiples sintetitzadors i processadors d'efectes de desenvolupadors de tercers. FL Studio suporta una gran quantitat de plugins de tercers que són executats a través de Fruity Wrapper amb compatibilitat amb plugins d'arquitectura de 32 i 64 bits.

### Plugins inclosos
- 3x OSC - Sintetitzador substractiu senzill amb 3 oscil·ladors i capacitat per a síntesi AM.
- Autogun - Sintetitzador amb 4.294.967.296 sons diferents (presets), basat en el plugin Ogun.
- BassDrum - Sintetitzador de bateria de baix/bombo flexible amb suport d'una mostra de sample.
- BeepMap - Sintetitzador que genera els sons amb una imatge.
- BooBass - Sintetitzador senzill, simulador de baix Fender.
- Control Surface - Permet afegir controls en temps real.
- Channel Sampler - Sampler integrat per llençar mostres de sons d'un tret.
- Dashboard - interfície modificable per controlar maquinari MIDI, així com també paràmetres interns específics.
- Distructor - Efecte de la combinació en cadena de distorsions, filtres, chorus i un efecte que simula un amplificador.
- DrumSynth Live - Sintetitzador de drums.
- Drumpad - Instrument de modelatge de percussió basat en l'instrument Drumaxx.
- Effector - Inclou 12 efectes que es poden tocar en viu mitjançant un panell X Y.
- EQUO - Equalitzador gràfic.
- Flex - Instrument basat en síntesi substractiva, taula d'ones, multimostra, FM i AM.
- FL Slayer II - Sintetitzador de simulador de guitarra.
- FL Studio Mobile Plugin: Plugin totalment funcional de la versió mòbil.
- FL Keys - Sintetitzador multi-samplejat amb sons de piano.
- Frequency Splitter - Permet separar l'àudio en bandes de freqüència baixa i alta, o baixa, mitjana i alta.
- Frequency Shifter - Efecte especial que canvia totes les freqüències en la mateixa quantitat i inclou un Mode Ring Modulator modulat per una entrada de cadena lateral.
- Fruity 7 Band EQ - Equalitzador de set bandes.
- Fruity Balance - Un complement de balanç estèreo.
- Fruity Bass Boost - Efecte de millora de greus (equalitzador especialitzat).
- Fruity Blood Overdrive - Efecte de distorsió.
- Fruity Chorus - Efecte que crea una lleugera desafinació de moltes còpies de làudio.
- Fruity Compressor - És un compressor senzill.
- Fruity Convolver - Efecte de reverberació per convolució.
- Fruity Dance - Permet mostrar una personatge anomenada Fl-chan que realitza diferents moviments.
- Fruity Delay - Efecte de línia de retard, amb modes estèreo / ping pong invertits i un filtre de pas baix.
- Fruity Delay 2 - És una versió millorada del complement Fruity Delay.
- Fruity Delay 3 - Plugin de retard d'estil 'analògic' avançat.
- Fruity Delay Bank - Potent complement de retard amb 8 bancs en cadena.
- Fruity DrumSynth Live - Versió de Fl Studio basada en DrumSynth creat per Maxim Digital Audio.
- Fruity DX10 - Sintetitzador de sons FM amb una interfície simple i intuïtiva.
- Fruity Fast Distortion - Distorsió amb poc ús de CPU.
- Fruity Fast LP - Filtre de pas baix amb un ús de processador molt baix.
- Fruity Filter - complement de filtre d'estat variable.
- Fruity Flanger - Efecte de cancel·lació de fase creada mitjançant la combinació de múltiples còpies retardades del so dentrada.
- Fruity Flangus - Us permet enriquir el panorama estèreo de la seva barreja.
- Fruity Formula Controller - Genera dades de control d'automatització basades en fórmules definides per l'usuari.
- Fruity Free Filter - Complement de filtre.
- Fruity Granulizer - Sintetitzador granular de samples.
- Fruity HTML NoteBook - És un complement de visor HTML, útil per afegir informació a una cançó, utilitzant el poder de HTML.
- Fruity Limiter - Potent compressor de banda única, limitador, sidechain i porta de soroll.
- Fruity Love Philter - Poderós banc de 8 filtres automatitzables.
- Fruity Multiband Compressor - Compressor estèreo de tres bandes.
- Fruity NoteBook - Bloc de notes de 100 pàgines.
- Fruity NoteBook 2 - Bloc de notes de 100 pàgines.
- Fruity Pad Controller (FPC) - Llançador i maneigs de samples per a recreació de bateries i percussió.
- Fruity PanOMatic - Complement de panoramització i volum.
- Fruity Parametric EQ - Complement d'equalitzador paramètric de 7 bandes.
- Fruity Parametric EQ2 - Complement d'equalitzador paramètric avançat de 7 bandes amb anàlisi espectral i fase lineal.
- Fruity Phaser - Complement de phaser de baix ús de CPU.
- Fruity Reeverb - Efecte de reverberació que simula espais acústics.
- Fruity Reeverb 2 - Versió millorada de Fruity Reeverb.
- Fruity Scratcher - Simulador de tocadiscs de vinil.
- Fruity Send - Enviament pre-fader que us permet extreure àudio de qualsevol punt a la pila d'efectes d'un canal del mesclador i enviar-lo a qualsevol pista del mesclador vinculada.
- Fruity Slicer - Sampler que segmenta els sons i permet reordenar aquests segments.
- Fruity Soft Clipper - Limitador de baix ús de cpu.
- Fruity Spectroman - Complement danalitzador despectre.
- Fruity Squeeze - Efecte de distorsió de reducció de bits.
- Fruity Stereo Enhancer - Conté diversos filtres i processadors per alterar i enriquir la imatge estèreo del so dentrada.
- Fruity Stereo Shaper - Efecte d'amplitud ester.
- Fruity Vocoder - Efecte de codificador de veu avançat en temps real.
- Fruity WaveShaper - Efecte distorsió d´ona utilitzant un gràfic flexible basat en splines.
- Fruity X-Y Controller - Complement de controlador intern.
- Fruity X-Y-Z Controller - Plugin de control intern que us permet utilitzar el ratolí o tocar per generar tres fonts de control per als controls.
- Fruity Keyboard controller - Control intern per a aplicació de filtres, Trance-Gates i etc. basat en patrons.
- Fruit Kick - Sintetitzador per a genera sons de Bombo.
- Groove Machine Synth - Sintetitzador híbrid multitimbric.
- Hyper Chorus - Efecte cor amb 3 controladors pads X/Y.
- MIDI Out - Control MIDI de maquinari extern o de VSTi Multicanal.
- MiniSynth - Sintetitzador de síntesi substractiva.
- Patcher - Control de superfície per a efectes de cadena.
- Peak Controller - Controlador intern per automatitzar objectius en resposta a l'envolupant de volum d'un so d'entrada.
- Plucked - Sintetitzador generador de cordes premudes, basat en l'algoritme Karplus-Strong.
- Sytrus - Sintetitzador FM, que permet 6 operadors configurables ja sigui FM, RM, VA o Síntesi Plucked-String, Embolcalls i LFO sincronitzables amb el tempo, 12 tipus de filtre i 3 waveshapers, mòdul d'efectes integrat.
- SimSynth Live - Oscil·lador triple amb simulació de MiniMoog combinat amb filtres SVF estil Oberheim.
- Speech Synthesizer - Sintetitzador de veu que processa text per crear veus computaritzades, similar al que fa el famós programa Loquendo.
- Slicex - Eina per "llescar" samples i editar-los per separat.
- Soundgoodizer - Efecte estèreo de 'maximitzador-potenciador' basat en el motor de procés de so Maximus.
- Tuner - visualitzador de to.
- VFX Color Mapper - A patcher, es poden controlar fins a 16 generadors/instruments independents a partir dels colors de 16 notes del rotllo de piano.
- VFX Keyboard Splitter - En patcher, divideix el rotllo de piano o les zones del teclat en 16 sortides separades.
- VFX Note Mapper - A patcher, l'entrada de les notes es poden transposar, canviar la clau, acordar o reassignar creativament.
- VFX Sequencer - A patcher, prendrà l'entrada de notes del rotlle de piano o un controlador MIDI i transformarà els acords en frases melòdiques d'acord amb el patró que programi o apliqui el pegat seleccionat.
- Video Visualizer (ZGameEditor) - Efecte de visualització amb capacitat de renderització de vídeo.
- Wave Candy - Eina de visualització i anàlisi d'àudio que inclou un oscil·loscopi, un analitzador d'espectre, un vectorscopi i un mesurador de pics.
- WaveTraveller - Sampler basat en Spline, útil per a efectes de scratch.

### Plugins opcionals
- DirectWave - Eina per a organització i reproducció de Samples.
- Drumaxx - Instrument de modelatge de percussió amb capacitat de 16 pads de bateria.
- Edison - Poderós editor d'àudio.
- Fruity Video Player - Permet obrir i reproduir vídeos o fitxers flash.
- Gross Beat - Efecte de manipulació de temps i volum dissenyat per a efectes de repetició, scratching i gating.
- Hardcore - Col·lecció de 10 efectes clàssics dissenyats pensant en els guitarristes.
- Kepler - Recreació meticulosa i fidel del sintetitzador Roland JUNO-6™.
- LuxeVerb - Reverberació algorísmica avançada amb la capacitat de canvi de to i control automàtic de la dinàmica.
- Harmor - És un poderós sintetitzador amb la capacitat de síntesi additiva, substractiva, resíntesi d'àudio i imatge.1
- Harmless - Una versió reduïda d'Harmor.
- Maximus - Efecte de limitador i compressor, amb capacitat de multibanda.
- Multiband Delay - Divideix un senyal entrant en 16 bandes de freqüència i permet ajustar el retard, el volum i el moviment panoràmic per a cada banda.
- Morphine - Sintetitzador additiu.
- Newtime - Editor dàudio amb manipulació de temps.
- Newtone - Editor de correcció de to, similar a Melodyne.
- Ogun - Sintetitzador que pot produir timbres metàl·lics amb més de 32.000 harmònics.
- Pitcher - Complement de manipulació i correcció de to en temps real.
- Pitch Shifter - És un efecte de canvi de to en temps real
- Poizone - Sintetitzador de programari substractiu.
- Sakura - Sintetitzador de modelatge físic de cordes.
- Sawer - Sintetitzador substractiu de modelatge clàssic.
- Toxic Biohazard - Sintetitzador amb motor de síntesi híbrid que combina la FM i síntesi substractiva.
- Transistor Bass - És un sintetitzador de baix que imita el sintetitzador Roland TB-303.
- Transient Processor - Efecte de processador de transients al so.
- Vintage Chorus - Efecte de cor inspirat i modelat a partir del Chorus Bucket Brigade Delay (BBD) de Roland Juno 60.
- Vintage Phaser - Phaser inspirat i modelat de l'Electro-Harmonix Small Stone Phase Shifter.
- Vocodex - Efecte de codificar de veu.